# Henri Magne
Henri Magne (Brive-la-Gaillarde, 1953. május 9. – Ouarzazate, Marokkó, 2006. június 5.) francia rali-navigátor.

## Pályafutása
1982-ben debütált a Dakar-ralin, Christian Barruel navigátoraként. Később a japán Sinozuka Kendzsiró navigátora lett. Az 1988-as versenyen másodikak lettek, majd 1992-ben és 1995-ben harmadikok. 1997-ben egy Mitsubishi Pajeróval megnyerték a viadalt, az 1998-as viadalon pedig újfent másodikként értek célba. 2000-ben már Jean-Louis Schlesser navigátoraként aratott győzelmet a Dakaron, 2001-ben pedig harmadikként zárt a francia versenyzővel. 2004-ben Luc Alphandal indult a versenyen.
Később, a korábban motorral Dakar-ralit nyerő Nani Roma társa lett. A 2006-os Dakaron harmadikként értek célba. Fél évvel később a tereprali-világbajnokság marokkói versenyén életét vesztette. A verseny zárószakaszán az autó megcsúszott és frontálisan egy betonfalnak ütközött. Roma nem szenvedett komolyabb sérüléseket a balesetben, de Magne a helyszínen elhunyt.
Felesége és két adoptált gyermeke gyászolta. Henri Andorrában élt, és gyakran ennek az országnak a színeiben versenyzett.